# Cerro Piedra Negra (Mérida)
El Cerro Piedra Negra (8°53′51″N 70°46′16″O / 8.8974, -70.7711) es una formación de montaña ubicada entre los poblados de Almorzadero y Agua Larga del estado Mérida, Venezuela. A una altitud de 3.863 m s. n. m. el Cerro Piedra Negra es una de las montañas más altas en Venezuela. 

## Ubicación
Se obtiene acceso por el Troncal 7 al norte del Collado del Cóndor a nivel de los caseríos Cañada Cerrada, al pie del Cerro Cañada Cerrada. También se obtiene acceso por El Rincón más hacia el norte, cruzando por el Cerro Santa Bárbara y su laguna. La Laguna La Corcovada está a poca distancia al este.